# シリギ
シリギ（中国語: 昔里吉 / 失列吉 / 習列吉, ラテン文字転写: Širigi、生没年不詳）は、モンゴル帝国の皇族。『集史』などのペルシア語史料ではシリキ（ペルシア語: شيركى, ラテン文字転写: Shīrikī）と記される。
ソゲドゥ家のトク・テムル、アリクブケ家のメリク・テムルらと共に元朝に対してシリギの乱を起こしたことで知られる。

## 生涯
第4代カアンのモンケの四男で、母はモンケの側室の一人のバヤウジン。モンケの弟のクビライの側室にもバヤウジンという名の妃がおり、レビラト婚で娶られた同一人物ではないかと推測されている。
中統元年（1260年）にモンケが死去すると、兄弟と共にモンゴル高原にあったモンケの所領と領民（ウルス）を相続した。モンケの本拠地カラコルムを中心とする高原中央部・西部の諸勢力は、モンケの末弟で末子相続制によりその父のトルイの莫大な遺産の大部分を継承しているアリクブケを後継のカアンに推し、シリギらモンケの遺児もこれを支持したが、モンケの次弟のクビライがアリクブケを屈服させると、シリギも降伏してクビライに従属した。アリクブケ没後の至元5年（1268年）には河平王に封じられ、モンゴル高原の諸部族の盟主としてクビライから派遣されたクビライの四男の北平王ノムガンの旗下に属した。
至元12年（1275年）、ノムガンにクビライ配下の有力貴族である右丞相アントン、ノムガンの異母弟のココチュ（クビライの九男）が付属され、チャガタイ家の内紛で混乱する中央アジアへと派兵されると、シリギもこれに従軍した。至元13年（1276年）にノムガンの軍はチャガタイ家領の中心であるアルマリクに進駐し、中央アジアで勢力を振るっていたオゴデイ家のカイドゥを圧迫するに至った。しかし同年夏、シリギやアリクブケの遺児のヨブクル、メリク・テムル兄弟らクビライ家の支配に不満を持っていた高原西部の旧アリクブケ派の諸王族が軍中で反乱を起こし、ノムガンとココチュの兄弟、アントンらを捕縛してモンゴル高原に戻った。
従兄弟のトク・テムルらから盟主に推戴され、高原の旧都のカラコルムに入ったシリギは、叔父のクビライに対抗するためノムガンとココチュの身柄をジョチ・ウルスのモンケ・テムル、アントンの身柄をカイドゥにそれぞれ引き渡し、彼らの後援を得ようとした。しかし、モンケ・テムルは動かず、カイドゥもノムガン軍の圧力が消えて権力の空白地帯となった中央アジアの状況の収拾を優先したため、独力で元の大軍と戦う羽目に陥った。シリギは南宋を平定したばかりの左丞相バヤン率いる元の北伐軍にカラコルム近郊の戦いで散々に破られ、高原中央部を失った。さらにシリギに与した諸王族の中には頭抜けた力を持つ者がいなかったために、内紛が続いたシリギ軍は自壊し、逃亡したシリギは至元19年（1282年）にバヤンに降った。
大元ウルスに投降した後のシリギとサルバンについて、『集史』クビライ・カアン紀は「カアンは彼（シリギ）を許さず、気候のたいへん悪い島に居住することを命じ、彼は残りの人生をそこで過し、遂に死した。カアンはサルパンには好意を示し、領地と軍隊を与えた。彼もまた、しばらく後に死んだ」と伝えている。これに対応する記録として、『高麗史』には忠烈王15年（1289年/至元26年）に元が「大王石列紇」なる人物を高麗の「人物島」に流したとの記述があり、この「石列紇」こそシリギであると推定されている。「人物島」に関する記録は皆無であるが、恐らくは『高麗史』地理志で仁州唐城郡に属するとされる「仁物島」を指すと見られ、高麗の南陽府（現京畿道南西部の華城市・安山市一帯）西方の島であったと推定されている。

## 子孫
『元史』宗室世系表では子の名前としてウルス・ブカ（兀魯思不花）と并王コンコ・テムル（晃火帖木児）を、『集史』「モンケ・カアン紀」本文ではユルース・ブカ（ペルシア語: اولوس بوقا, ラテン文字転写: Ūlūs būqā）をそれぞれ記している。しかし、『集史』の図表や『五分枝』『高貴系譜』などではシリギの子としてユルース・ブカ（ペルシア語: اولوس بوقا, ラテン文字転写: Ūlūs būqā）、トゥーラー・ティームール（ペルシア語: توراتیمور, ラテン文字転写: Tūlā tīmūr）、トゥーマーン・ティームール（ペルシア語: تومان تیمور, ラテン文字転写: Tūmān tīmūr）、ブザードゥ（ペルシア語: بوزادو, ラテン文字転写: Būzādū）という4人の名前を挙げている。この内、ユルース・ブカはウルス・ブカに、トゥーラー・ティームールはトレ・テムルに、トゥーマーン・ティームールは『元史』に散見される武平王トゥメン・テムル（禿満帖木児）に相当する。
トレ・テムルの名前は『元史』に記載がないものの、『集史』ではカイドゥからジョチ・ウルスに派遣された使者の一人として名前が挙げられている。『五分枝』『高貴系譜』ではトレ・テムルは「メリク・テムルの下にいる」と記されており、兄のウルス・ブカの投降後もカイドゥ側に留まっていたが、その後の動向は不明である。ブザードゥについては何ら記録がなく詳細は不明である。
また、コンコ・テムルをシリギの子とすると没年があまりに遅すぎるため、実際にはシリギの孫であって、『集史』図表に記されるシリギの孫のクーナーン・ティームール（ペルシア語: قونان تیمور, ラテン文字転写: Qūnān tīmūr）に相当するのではないかと推測されている。

## モンケ家の系図
- モンケ・カアン…トルイの長男で、モンケ・ウルスの創始者。
  - バルトゥ（Baltu,班禿／بالتوBāltū）…モンケの嫡長子。
    - トレ・テムル（Töre-temür,توراتیمورTūlā tīmūr）…バルトゥの息子。

  - ウルン・タシュ（Ürüng-daš,玉龍答失／اورنگتاشŪrung tāsh）…モンケの次男で、第2代モンケ・ウルス当主。
    - サルバン（Sarban,撒里蛮／ساربانSārbān）…ウルン・タシュの息子。

  - シリギ（Sirigi,昔里吉شیرکیShīrkī）…モンケの庶子で、第3代モンケ・ウルス当主。
    - ウルス・ブカ（Ulus-buqa,兀魯思不花王／اولوس بوقاŪlūs būqā）…シリギの息子で、第4代モンケ・ウルス当主。
      - コンコ・テムル（Qongqo-temür,并王晃火帖木児／قونان تیمورQūnān tīmūr）…ウルス・ブカの息子。
        - チェリク・テムル（Čerik-temür,徹里帖木児）…コンコ・テムルの息子で、第7代モンケ・ウルス当主。

      - テグス・ブカ（Tegüs-buqa,武平王帖古思不花）…ウルス・ブカの息子、コンコ・テムルの弟で、第2代武平王。

    - トレ・テムル（Töre-temür,توراتیمورTūlā tīmūr）…シリギの息子。
    - トゥメン・テムル（Tümen-temür,武平王禿満帖木児／تومان تیمورTūmān tīmūr）…シリギの息子で、初代武平王。

  - アスタイ（Asudai,阿速歹／آسوتایĀsūtāī）…モンケの庶子。
    - オルジェイ（Ölǰei,衛王完沢／اولجایŪljāī）…アスタイの息子で、第5代モンケ・ウルス当主。
      - チェチェクトゥ（Čečektu,郯王徹徹禿）…オルジェイの息子で、第6代モンケ・ウルス当主。

    - フラチュ（Hulaču,忽剌出／هولاچوHūlāchū）…アスタイの息子。
    - ハントム（Hantom,هنتوم／Hantūm）…アスタイの息子。
    - オルジェイ・ブカ（Ölǰei buqa,اولجای بوقا／Ūljāī būqā）…アスタイの息子。